# Lappo, Brändö kommun
Lappo är en ö och by i Brändö kommun, Åland. 
Byn, som är en fristående, 8 kvadratkilometer stor ö, har idag cirka 35 invånare. Ändå inrymmer byn närbutik, gästhamn, museum, restaurang, bensinmack, diskgolfbana och gästhem.
Näringar: Turism, fiskodling, jordbruk, färjtrafik.
Från Lappo kan man åka med färja till Torsholma samt Asterholma i samma kommun, samt till kommunerna Kumlinge och Vårdö; därifrån vidare till Fasta Åland. Från färjfästet i sydväst går en vajerfärja till grannbyn Björkö ( Vårdö-Enklinge-Kumlinge-Lappo-Torsholma).
Historiskt utgjorde de tre byarna Lappo, Björkö, Asterholma området "Björköbol" - samma område som idag har postadress 22840 Lappo.
Lappo har varit befolkat sedan 1200- eller senast 1300-talet. Om Lappos tidiga historia bevittnar den sk. Lapporingen, en romersk ring som hittades på ön på 1930-talet och som numera finns uppställd på Ålands museum. Senare gick den gamla postrutten mellan Sverige och Finland över Lappo och vidare till Kumlinge i söder och Torsholma i norr. På 1800-talet började byborna intressera sig för kultur och bildning. 1882 grundades i Lappo det äldsta folkbiblioteket på Åland, Lappo skola grundades 1887, Lappo Ungdomsförening 1895, Lappo Andelsbank 1925 och Lappo Handelslag 1941. Ungdomsföreningens föreningslokal Klockkulla från 1931 är ursprungligen ritat av Lars Sonck.
Byns hamn Finnvik har en populär gästhamn med plats för 90 båtar. Från gästhamnen är det bara ett stenkast till butiken, restaurangen och Skärgårdsmuseet med dess smedja.